# Cyril Malý
Cyril Malý (5. července 1880 – 1. srpna 1947) byl československý politik a meziválečný poslanec Národního shromáždění za Československou stranu národně socialistickou.

## Biografie
Podle údajů k roku 1930 byl povoláním železničním zřízencem ve výslužbě v Brně.
V parlamentních volbách v roce 1929 získal za Československou stranu národně socialistickou poslanecké křeslo v Národním shromáždění.
Zemřel po dlouhé a těžké chorobě 1. srpna 1947. Pohřeb se konal 5. srpna.